# 青森県立青森商業高等学校
青森県立青森商業高等学校（あおもりけんりつあおもりしょうぎょうこうとうがっこう、Aomori Prefectural Aomori Commercial High School）は、青森県青森市にある県立の高等学校。略称「青商」（せいしょう）。

## 設置学科
- 商業科

・商業コース
・会計コース
- 情報処理科

## 概要
歴史
1902年（明治35年）に開校した「私立青森商業補習夜学校」を前身とする。数回の組織改編と改称を経て、現在に至る。2012年（平成24年）に創立110周年を迎えた。
綱領、校訓
- 「進取[1]明朗」（しんしゅめいろう）
- 「和衷協同[2]」（わちゅうきょうどう）
- 「節度謙譲」（せつどけんじょう）

## 沿革
旧制・商業学校時代
- 1902年（明治35年）10月1日 - 青森市第2代市長笹森儀助により、新町尋常小学校の校舎内に「私立青森商業補習夜学校」が開校。
- 1905年（明治38年）4月17日 - 青森市に移管され、「青森市立商業補習学校」に改称。青森高等小学校の校舎内に附設。
- 1907年（明治40年）
  - 3月28日 - 組織変更の上、「青森市立商業学校」として設立する件が文部大臣より認可され、校舎を寺町に設置。
  - 4月17日 - 生徒制帽と帽章を制定。
  - 4月20日 - 乙種商業学校[3]として、青森市大字寺町の旧・浦町尋常小学校の校舎にて授業を開始。
  - 4月27日 - 制服を制定。
- 1909年（明治42年）
  - 3月26日 - 第1回卒業式を挙行。卒業者数は11名。
  - 5月18日 - 学則を制定。
- 1911年（明治44年）12月14日 - 大字造道字浪打100番地の1号に校舎が完成し移転。
- 1912年（明治45年）4月6日 - 校旗を制定。
- 1917年（大正6年）
  - 4月17日 - 甲種商業学校[4]に組織を変更の件が文部大臣より認可される。
  - 9月23日 - 創立10周年を記念し、校歌を制定。
- 1920年（大正9年）
  - 7月6日 - 専修科（修業年限:本科修了後の2ヶ年）を設置。
  - 10月30日 - 教育勅語発布30年を記念し、青商図書館が完成。
- 1921年（大正10年）4月1日 - 生徒定員を450名に増員。
- 1923年（大正12年）3月15日 - 専修科を廃止。
- 1925年（大正14年）
  - 3月12日 - 生徒定員を750名に増員。
  - 10月17日 - 第1回青商バザーを開催。
- 1926年（大正15年）4月1日 - 県立移管により、「青森県立商業学校」と改称。
- 1930年（昭和5年）10月30日 - 青商図書館を新築。
- 1935年（昭和10年）4月25日 - 新校歌を制定。
- 1944年（昭和19年）
  - 2月18日 - 「教育ニ関スル戦時非常措置方策[5]」（1943年（昭和18年）10月12日閣議決定）により、「青森県立青森第二工業学校」と改称。電気科と電気通信科を設置。
  - 3月22日 - 火災のため講堂以外校舎の大半を焼失。
- 1945年（昭和20年）
  - 7月28日 - 青森大空襲により校舎をすべて焼失。
  - 8月10日 - 校舎を焼失したため、本部を青森市立第一中学校（現・青森市立浪打中学校の敷地）に設置。
  - 9月1日 - 青森市立第一中学校の3教室を借用し、授業を再開。
  - 12月5日 - 「青森県立商業学校」に復称[6]。
- 1946年（昭和21年）
  - 3月27日 - 旧・青森県立青森第二工業学校の転科生第2・3学年79名の入学式を挙行。
  - 4月17日 - 青森青年師範学校の校舎の一部を借用し授業を行う。
  - 6月21日 - 校舎を東津軽郡筒井村大字筒井字桜川の元・九十三部隊跡に設置。
- 1947年（昭和22年）4月1日 - 学制改革（六・三制の実施）
  - 旧制・商業学校の生徒募集を停止。
  - 新制中学校を併設し（名称：青森県立商業学校併設中学校、以下・併設中学校）、商業学校1・2年修了者を新制中学2・3年生として収容。
  - 併設中学校はあくまで暫定的に設置されたもので、新たに生徒募集は行われず、在校生が2・3年生のみの中学校であった。
  - 商業学校3・4年修了者はそのまま商業学校4・5年となった。

新制・商業高等学校
- 1948年（昭和23年）
  - 4月1日 - 学制改革（六・三・三制の実施）により商業学校は廃止され、新制高等学校「青森県立青森商業高等学校」が発足。新校旗・校章を制定。
    - 旧・商業学校卒業生（希望者）を新制高校3年として、旧・商業学校4年修了者を新制高校2年として編入。
    - 併設中学校の卒業生を新制高校1年として収容。
    - 併設中学校は継承され（名称：青森県立青森商業高等学校併設中学校）、在校生が1946年（昭和21年）に旧・商業学校へ最後に入学した3年生のみとなる。

  - 4月15日 - 開校式を挙行。
- 1949年（昭和24年）3月31日 - 最後の卒業生を送り出し、併設中学校を廃止。
- 1950年（昭和25年）4月1日 - 高校三原則に基づく公立高校の再編により、「青森県立実業高等学校」が発足。商業科と家庭科を設置。
  - 1年生は浪打校舎[7]、2・3年生は筒井校舎[8]を使用。
- 1951年（昭和26年）3月27日 - 青森県立青森高等学校より譲渡された浪打校舎[7]に全学年が移転。
- 1952年（昭和27年）
  - 4月1日 - 定時制高等学校の設置が認可される。
  - 5月1日
    - 青森市立中央高等学校より小湊（こみなと）と野内（のない）の定時制2分校が移管される。
    - 青森県立青森工業高等学校より定時制高田分校（たかだ）が移管される。
- 1954年（昭和29年）4月1日 - 「青森県立青森商業高等学校」（現校名）に復称。家庭科の生徒募集を停止。
- 1955年（昭和30年）
  - 10月20日 - 創立50周年を記念し、独立図書館が完成。
  - 10月23日 - 創立50周年記念式典を挙行。創立年数の起算を市立移管された1905年（明治38年）4月17日とする（2006年（平成18年）に変更）。
- 1956年（昭和31年）4月1日 - 高田分校を青森市立北斗高等学校に移管。
- 1966年（昭和41年）7月7日 - 創立60周年を記念し青商会館（合浦スポーツハウス）が完成。
- 1971年（昭和46年）
  - 3月31日 - 野内分校を廃止し、本校に統合。
  - 4月1日 - 小学科制を導入し、事務科（3学級）・経理科（4学級）・営業科（3学級）を設置。
  - 5月19日 - 造道字磯野（現 東造道一丁目。磯野校舎。）が完成。
  - 6月15日 - 旧校舎から新校舎に移転を完了し、授業を開始。
  - 8月28日 - プールが完成。
  - 10月15日 - 第一体育館が完成。
- 1973年（昭和48年）
  - 1月10日 - 創立70周年を記念し、青商会館と卓球会館が完成。
  - 3月30日 - 第二体育館が完成。
- 1977年（昭和52年）7月30日 - 室内練習場と弓道場が完成。
- 1979年（昭和54年）
  - 4月1日 - この時の新入生より小学科制を廃止し、商業科（9学級）と情報処理科（1学級）を設置。
  - 12月13日 - 情報処理棟が完成。
- 1980年（昭和55年）3月31日 - 小湊分校を青森県立青森東高等学校平内分校に移管。
- 1985年（昭和60年）
  - 2月8日 - 柔剣道場が完成し、「武道館」と命名。
  - 10月12日 - 創立80周年記念式典を挙行。創立80周年を記念し旧・青森県立商業学校跡地の碑を建立。
- 1991年（平成3年）4月1日 - 学科改編を行い、商業科（6学級）・会計科（1学級）・情報処理科（2学級）の3学科体制とする。
- 1993年（平成5年）
  - 8月30日 - 県道より直進する新通学路が開通。
  - 9月25日 - 第85期生より寄贈された標柱の除幕式を校門前と桑原野球場で挙行。
- 1994年（平成6年）2月28日 - 住所表記が青森市大字造道字磯野32番地から「青森市東造道一丁目6番1号」に変更となる。
- 1995年（平成7年）
  - 7月4日 - 創立90周年を記念し、弓道場が完成。
  - 12月1日 - 創立90周年を記念し、硬式野球部の部室が完成。
- 1996年（平成8年）4月1日 - 青森県教育委員会による入学試験での男女枠撤廃に伴い、商業科の男女合わせ募集を開始し、1学級あたりの定員を40名とする。
- 1997年（平成9年）4月1日 - 男子の制服をブレザー型に、女子の制服をスペンサーダブル型に改定。
- 1999年（平成11年）4月1日 - 定時制課程の募集を停止。
- 2002年（平成14年）3月31日 - 定時制課程を廃止。
- 2005年（平成17年）
  - 4月17日 - 創立100周年を記念し「青森県立商業学校跡地の碑」の再建除幕式を挙行。
  - 10月7日 - 創立100周年記念式典を青森市文化会館で挙行。
- 2006年（平成18年）4月1日 - 創立年月日を1902年（明治35年）10月1日に変更する。
- 2008年（平成20年）12月2日 - 合浦スポーツハウスの耐震改修を実施。
- 2010年（平成22年）4月1日 - 会計科の生徒募集を停止。商業科と情報処理科のくくり募集を開始。
- 2012年（平成24年）3月31日 - 会計科を廃止。
- 2017年（平成29年）4月1日 - 戸山地区の新校舎（旧青森県立青森戸山高等学校）に移転。

## 学校行事
3学期制
1学期
- 4月 - 入学式、部活動紹介、生徒総会
- 5月 - 青森県高等学校総合体育大会（高総体）、各種検定、遠足
- 6月 - 期末考査
- 7月 - 校内レクリエーション大会
- 8月 -

2学期
- 9月 - インターンシップ（職業体験）、体育祭
- 10月 - 創立記念日（1日）、中間考査、芸能教室、青商祭（文化祭）、青森県高等学校総合文化祭（総文祭）
- 11月 - 生徒会役員改選、生徒商業研究発表大会、高2期末考査
- 12月 - 高2修学旅行、高1・3期末考査

3学期
- 1月 - 各種検定、高3学年末考査
- 2月 - 高1・2学年末考査
- 3月 - 卒業式、入試（前期・後期）、修了式

## 部活動
運動部
- 硬式野球部 - 1973年（昭和48年）第55回全国高等学校野球選手権大会（夏の甲子園大会）に初出場。
- 剣道部
- ラグビー部
- 卓球部
- バドミントン部
- バスケットボール部
- ソフトテニス部
- ハンドボール部
- 自転車競技部
- 弓道部
- 陸上競技部
- ソフトボール部
- レスリング部
- 体操同好会
- サッカー同好会
- 女子バレーボール同好会
- ボクシング同好会
- ボート同好会

文化部
- 吹奏楽部
- 茶華道部
- 簿記会計部
- 商業研究部
- JRC部

委員会
- 生徒会
  - 図書委員会
  - 保健委員会
  - 体育委員会
  - 出版委員会
  - 視聴覚委員会
  - 交通安全委員会
  - 応援委員会
  - 選挙管理委員会
  - ボランティア推進委員会（インターアクトクラブ）

## 著名な出身者
- 田崎潤 （俳優）
- 小島一郎（写真家）
- 久米田夏緒（漫画家）
- 高橋美徳（元ボクシングOBF東洋ウェルター級チャンピオン）
- ユータ松尾（プロボクサー）
- レパード玉熊（元ボクシングWBA世界フライ級王者）
- 高谷昌二（元プロ野球選手） [9]
- 三上良夫（元プロ野球選手） [10]
- 福士勇（元プロ野球選手）
- 石田逸男（元プロ野球選手）
- 長利礼治（元プロ野球選手）
- 蝦名達夫（プロ野球選手）
- 西村智彦（ギタリスト、SING LIKE TALKING）
- 堂元美佐（プロボウラー）
- 駒田忠（作家）

## 交通アクセス
- JR東日本 奥羽本線・青い森鉄道 青い森鉄道線青森駅より青森市営バス「G21」に乗車して、「商業高校前」下車。
- 青い森鉄道青い森鉄道線より「矢田前駅」・「小柳駅」から車でそれぞれ約5分。

## その他
- 本校は青森県内の高等学校で唯一、国家資格の基本情報技術者試験（FE）の午前科目免除制度の認定校になっている[11][12]。